# Gerhard Christian Garlichs
Gerhard Christian Garlichs (* 6. Dezember 1778 in Kniphausen; † 7. Dezember 1830 in Bremen) war ein deutscher Kunstsammler und Mäzen. In der Literatur ist sein Nachname gelegentlich zu „Garlich“ verkürzt.

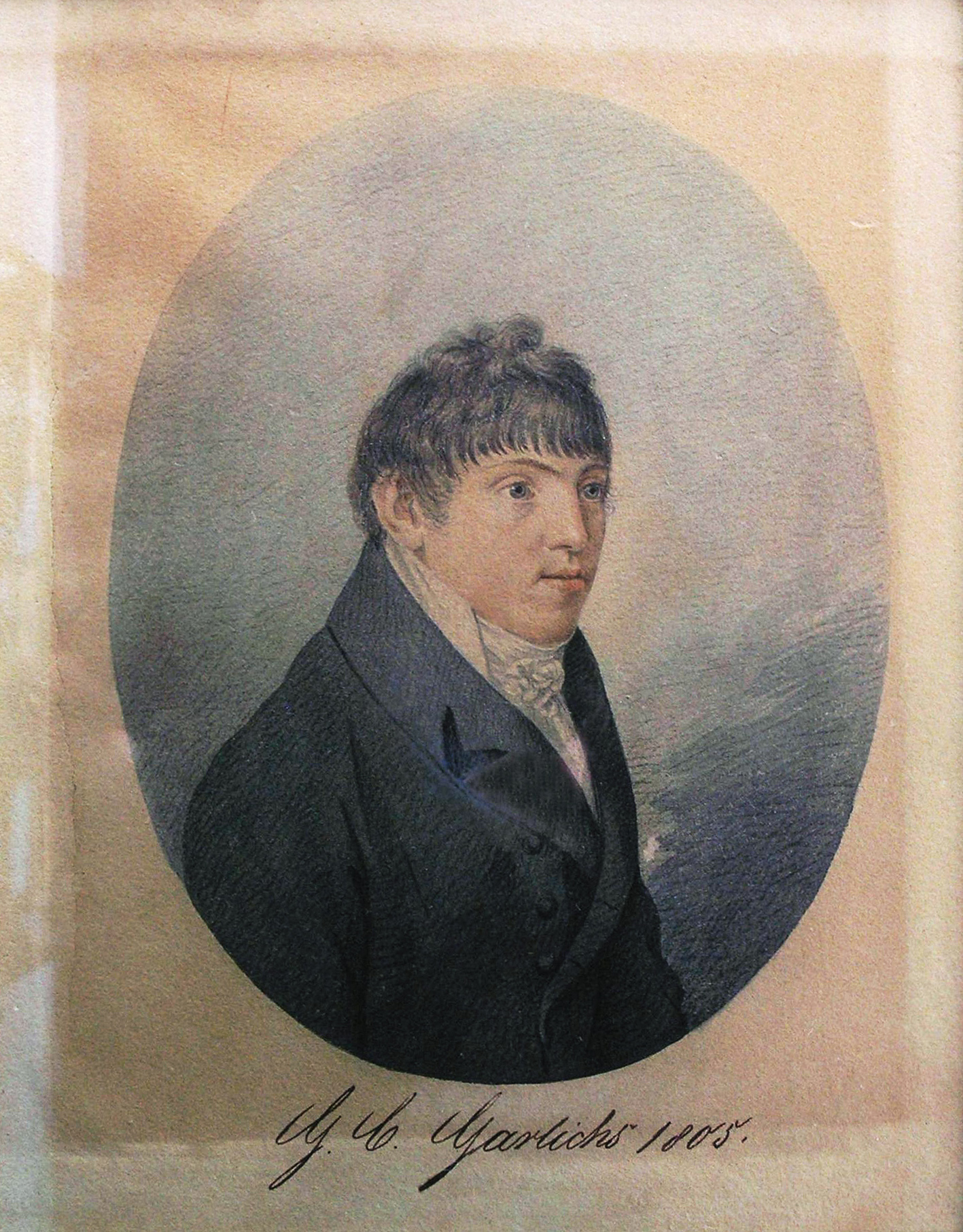
Gerhard Christian Garlichs (1805)

## Werdegang
Garlichs wuchs in Fedderwarden auf, machte eine Lehre zum Kaufmann und ließ sich in Bremen nieder. 1803 erhielt er auf Antrag das Bremer Bürgerrecht und wurde mit einem Mitglied der in Bremen etablierten Familie Barkhausen Inhaber einer „Mode-Waaren-Handlung“, welche später die „neuesten engl. Long-Shawls und französ. Bourre de Soie-Tücher in allen gangbaren Farben“ bewarb. Zunächst war er mit seiner Familie im Register von Bremen Dom, später von Bremen-Vegesack verzeichnet. Dass 1817 zu den Trauzeugen seiner zweiten Ehe der Aeltermann Georg Wilhelm Grommé gehörte, spricht dafür, dass er inzwischen zu den Honoratioren der Stadt zählte. 1822 wurde als Zeichen der Sicherheit hervorgehoben, dass die „Verloosung eines Landguts unter Direction durch Gerhard Christian Garlichs“ stattfinde.

## Die Sammlung Garlichs
Wie damals unter vermögenden Kaufleuten auch in Bremen üblich stellte sich Garlichs eine private Kunstsammlung zusammen. Bereits 1822 hieß es:

„Die Sammlungen des Herrn Dreiers und des Herrn Garlichs wird kein Kenner unbesehen lassen [...] In der Sammlung des letztgenannten Freundes der Kunst sieht man mehrere Bilder aus der Niederländischen Schule, einen Hondekoeter, Backbuyzen, van der Velde, Netscher, van der Neer, wie man sie in wenigen Sammlungen schöner finden möge.“

Garlichs hat dann diese Sammlung bis zu seinem unerwartet frühen Tod Ende 1830 weiter ergänzt. So wurde berichtet, aus dem Nachlass des Kunstsammlers Gerhard Oelrichs (1727–1789) „brachte einen großen Theil [von dessen Kunstsammlung] der Kaufmann Gerh. Christian Garlichs käuflich an sich, welcher mit dem Kunstmäkler Friedr. Adolph Dreyer auch den Rest jener Sammlung nebst einer großen Zahl meist werthvoller Kupferstiche und Handzeichnungen von den Erben ankaufte“.
Umfang und Güte der Sammlung von Garlichs wurden bald auch über Bremen hinaus bekannt. So besuchte der bayerische Kronprinz Maximilian II. Joseph während einer Reise durch Norddeutschland, die er wie andere Reisen incognito unter dem Pseudonym „Graf von Werdenfels“ durchführte, Ende März 1830 einige Tage lang auch Bremen. Dabei ließ er sich in Begleitung des für auswärtige Beziehungen zuständigen Senators Heinrich Smidt durch Garlichs auch dessen Kunstsammlung zeigen.
Nach dem Tod von Garlichs entschieden die Hinterbliebenen, sich von der Mehrzahl der Kunstwerke zu trennen. Zunächst wurden offenbar Teile der Sammlung unmittelbar an Interessierte veräußert, so an die Fürsten zu Salm. Die übrigen Werke wurden versteigert. Das hierfür erstellte 67 Seiten umfassende „Verzeichniss einer Gemäldesammlung ausgezeichneter Künstler, nachgelassen von dem verstorbenen Herrn Gerhard Christian Garlichs“ führt neben 31 Kupferstichen immerhin 322 Gemälde auf, „unter welchen Bilder von Rapael, Lucas Kranach, R. Poussin, Gilles Mosaert und anderen Meistern ersten Ranges glänzten“. Die bevorstehende Versteigerung stieß auf Aufmerksamkeit weit über Bremen und die Nachbarschaft hinaus, so schilderte eine sächsische Zeitung etliche der angebotenen Bilder lobend im Einzelnen. Auch aus heutiger Sicht zählt die durch Garlichs aufgebaute Kunstsammlung mit denen von Berkenkamp, Castendyk, Lambertz, Lürman, Oelrichs, Post und Wilckens zu den bedeutendsten von Bremen. So zeigen die ausführlichen Beschreibungen der Werke und ihrer Provenienz, dass damals neben Werken „nach Art von“ auch zahlreiche Originale bedeutender Meister zum Angebot kamen. Ob die Versteigerung entsprechend dem handschriftlichen Eintrag im überlieferten Auktionskatalog nur im März 1832 stattfand, oder – entsprechend dem darin gedruckten Datum – teilweise bereits im Oktober 1831, ist unklar. Die meisten Zuschläge gingen jedenfalls an Bremer Sammler und Künstler, so an die Aelterleute Delius und Theodor Gerhard Lürman, an Heyse und Dreyer. Etliche Male erhielt jemand aus der Familie Eggers, ein Mal jemand aus der Familie Garlichs den Zuschlag. Der Kunstverein Bremen erwarb damals ebenfalls einen Titel. Die überlieferten Unterlagen zeigen, dass nahezu alle angebotenen Kunstwerke zum Verkauf kamen. Dabei wurden bis zu 200 Reichstaler je Titel erzielt – das damalige Jahresgehalt eines einfachen Bahnbeamten –, vor allem für Werke von Breughel, Frank, Netscher, Raffael und de Wit. Der Gesamterlös der Auktion muss also erheblich gewesen sein. Tatsächlich berichtete später Bernhard Garlichs, einer der Söhne des Erblassers, dass er während seiner Jahre nach 1832 in Missouri wiederholt „mit Geld aus der Heimat unterstützt“ worden war. Heutzutage befinden sich mehrere Gemälde aus der damaligen Sammlung Garlichs im Bestand der Kunsthalle Bremen.

## Gemeinnützige Tätigkeiten
Es entsprach dem damaligen Selbstverständnis vermögender Bremer Bürger, sich an der Verwaltung öffentlicher Einrichtungen ihrer Stadt zu beteiligen und eigenes Vermögen in Stiftungen zur Versorgung von Witwen, Waisen und anderer Bedürftiger einzubringen.
So war auch Garlichs von 1814 bis 1822 Laien-Diakon der Domkirche St. Petri zu Bremen und gehörte dem Verwaltungsrat des angeschlossenen evangelisch-lutherischen Waisenhauses an.
Garlichs war zudem wie Johann Smidt Mitglied der Sankt-Jacobus-Bruderschaft, einer exklusiven Gruppe von zwölf Honoratioren der Bremer Gesellschaft. Sie hatte damals noch im Bremer Geschichtenhaus ihren Sitz. Das Gründungsstatut setzte den Brüdern sowohl ein eigennütziges Ziel – dem leiblichen Wohl zu frönen – als auch ein gemeinnütziges Ziel – karitativ tätig zu sein. Zur Erfüllung der letztgenannten Pflicht übernahmen die Jakobs-Brüder beispielsweise die Kosten und Verwaltung eines Witwenhauses im Bremen-Schnoor.
Außerdem war Garlichs förderndes Mitglied des Bremer Kunstvereins seit dessen Gründung im Jahr 1823.

## Politische Ämter
Als Laien-Diakon gehörte Garlichs zu demjenigen Personenkreis, den der Bürgerconvent nach damaligem Recht zur Beratung beizuziehen hatte.
Nach dem Abzug der Franzosen wurde Garlichs selbst Mitglied des Bürgerconvents. Als dann die reichsfreie Stadt Bremen 1827 wegen der fortschreitenden Versandung der Weser vom Königreich Hannover Gelände für das spätere Bremerhaven erworben hatte, wurde Garlichs von der Bürgerschaft zum Mitglied einer achtköpfigen Deputation ernannt, welche die wirtschaftliche Entwicklung des neuen Gebiets fördern sollte.

## Privat-Conzerte
In Bremen hatte es bis 1811 öffentliche Aufführungen von Konzerten gegeben, die wegen der dafür bevorzugten Jahreszeit zuletzt „Winterconcerte“ genannt worden waren. Behindert durch die politische Neuordnung und Rezession nach dem Zerfall der napoleonischen Herrschaft waren sie eingestellt worden. 1825 tat sich Garlichs mit anderen Bremer Honoratioren, wie Senator Post, Senator Klugkist, Eltermann Wilhelmi und Konsul Ludwig Friedrich Kalkmann, zusammen, weil „bey mehreren Musikfreunden längst der Wunsch rege geworden [war], wieder zu regelmäßigen Conzerten zu gelangen“. Sie gründeten „ein Institut durch Subscription vor der Hand auf fünf Jahre“. Seine Aufgabe sollte es sein, „Privat-Conzerte“ zu veranstalten, da diese keiner obrigkeitlichen Genehmigung bedurften. Die Konzerte waren insofern dennoch öffentlich, als jeder dem Verein (Institut) beitreten konnte – sofern er das für fünf Jahre geltende Abonnement im Voraus (vor der Hand) zu zahlen in der Lage war. Gegen recht hohe Einzelzahlungen erhielten auch Nicht-Mitglieder Zutritt zu den Konzerten. Garlichs war für die Finanzen zuständiges Vorstandsmitglied; bei seinem Tod wurde er rückblickend als treibende Kraft des Projekts bezeichnet. Der Vorstand warb für Beitritte in den Verein mit einem in hoher Auflage verbreiteten „Circular“:

„Bremen hatte früher auf Subscription gegründete regelmäßige Winterconzerte, welche den Musikfreunden manchen Genuß gewährten und vorteilhaft auf die musikalische Ausbildung einwirkten. Seit einigen Jahren entbehrt es dieses Vorzugs.“

Die Privat-Conzerte standen allerdings in Konkurrenz zu anderen Angeboten. So hatte Wilhelm Friedrich Riem bereits 1815 die Bremer Singakademie und 1820 das Bremer Concert-Orchester gegründet, den Vorläufer des (Philharmonischen) Staatsorchesters Bremen – nun wurde er auch noch musikalischer Direktor der Privat-Conzerte. Um Zuspruch warben außerdem der „Symphonie-Verein“, die „Privat-Concerte der Union“ und der Grabau'schen „Gesangs-Verein“. Entgegen einer abschätzigen Bemerkung in einer deutschen Enzyklopädie, dass „Bremen nicht der Ort [ist], wo ein Künstler Anregungen empfängt und den Umgang mit Gesinnungsgenossen genießt,“ war also das damalige Bremer Kulturleben eher von zu vielen nicht abgestimmten Angeboten als von mangelndem Interesse geprägt. Auch wurden die Veranstaltungen von vielen Akteuren mit teils mehrfacher Zuständigkeit organisiert, so von Riem, Albert Theodor Toepken, Gustav Wilhelm Eggers und Hieronymus Klugkist. Schließlich galten die anderen Vereinigungen und Veranstaltungen im Vergleich zu der Neugründung von 1825 als bürgernäher und wurden zudem durch Personen vertreten und gefördert, die mit renommierten Künstlern ihrer Zeit wie etwa dem Ehepaar Schumann persönlich teils schon aus Studienzeiten bekannt waren. Trotz allen Bemühens war daher der Verein für Privat-Conzerte wirtschaftlich kein Erfolg. Für die erste Abonnement-Periode konnte nur die Hälfte der zur Deckung der Kosten erforderlichen Abonnenten gewonnen werden, sodass das Programm vor dem Tode von Garlichs für die Winter-Saison 1830/31 gekürzt werden musste. 1895 sollte aus dem Verein die Philharmonische Gesellschaft werden.

## Familie
Garlichs kam aus einer Familie, die überwiegend im Oldenburgischen und dem Jeverland beheimatet war. Seine Eltern waren der Rechtsanwalt und Staatsanwalt Anton Bernhard Garlichs (1173–1803) und die Elisabeth Rebecca Langreuther (auch: Langreuter, 1746–1785). Zu seinen acht Geschwistern gehörte Bernhard Garlichs. Garlichs heiratete in erster Ehe 1804 in Bremen die Jnsea Katharina Elise Lambertz (auch „Lambert“, * 21. Juni 1782 in Oldenburg; † 1816 in Bremen). Aus dieser Ehe stammten Fanny Amalie, Emma Carolina (1809–1850) und Hermann Garlichs (1807–1865). Emma Carolina heiratete 1829 den bereits erwähnten Gustav Wilhelm Eggers, zugleich Mitinhaber der Weinhandlung Joh. Eggers Sohn. Zuvor hatte Garlichs in zweiter Ehe 1817 mit Anna Adelheid Eggers (* 14. März 1783; † 2. Februar 1852, jeweils in Bremen) bereits in diese in Bremen politisch und kulturell bedeutende Familie eingeheiratet. Aus dieser zweiten Verbindung stammten Marie Johanne (1. März 1818–1852), Adelheid Mathilde (* 1819), Johann Adolph (* 1820), Carl Johann (* 1822) und Georg Hinrich Garlichs (* 1827). Die Witwe Anna Adelheid Garlichs hinterließ ein Testament, dessen Abschrift in den Testamentbüchern im Bremer Stadtarchiv erhalten ist.

## Bekanntschaft mit Schumanns
Eggers, Schwiegersohn von Gerhard Christian Garlichs, unterstützte die Aufführungen von Robert Schumann und Clara Schumann in Bremen.:S. 40 Das Ehepaar war aus diesem Anlass mehrfach zu Gast bei Eggers. Clara Schumann widmete Emma Eggers (Garlichs Tochter Emma Carolina) die „valses romantiques pour le pianoforte“ (op. 4, 1835). Ein weiterer Kontakt zu Gerhard Christian Garlichs ergab sich über Marie Johanne Garlichs, die mehrfach Begleiterin von Clara Schumann war, so während deren Reisen und Auftritte um 1842 in Hamburg, Lübeck und Kopenhagen. Marie Garlichs gehörte auch zu denjenigen, die später bei einer Verstimmung zwischen Schumanns und Eggers zu vermitteln suchten. :S. 205